# Ашанті (співачка)
Ашанті Шеквойя Дуглас (англ. Ashanti Shequoiya Douglas; нар. 13 жовтня 1980, Глен-Коув, Нью-Йорк, США), знаніша як Ашанті — американська авторка-виконавиця, композиторка, продюсерка, акторка, танцюристка та модель. Ашанті відома насамперед своїм дебютним альбомом Ashanti, який здобув премію Ґреммі. До альбому увійшов її хіт «Foolish», що розійшовся накладом у понад 500,000 копій в перший тиждень випуску в США у квітні 2002 року.

## Біографія
Ашанті Шеквойя Дуглас народилася 13 октября 1980 року в Глен-Коув (Нью-Йорк). Її мати, Тіна Дуглас — колишня викладачка танців, а батько, Кен-Кейд Томас Дуглас — колищній співак. У співачки є молодша сестра Кенаша. Мати назвала її на честь держави в Африці, що розташовується біля сучасної Гани. У ранньофеодальній державі жінки мали владу і мали великий вплив, що мати хотіла передати в імені. Дід співачки, Джеймс, в 1960-х був активістом руху за громадянські права афроамериканців і виступав разом з Мартіном Лютером Кінгом. У дитинстві Ашанті брала уроки танців та співала у церковному хорі.
Ашанті вперше помітив Ірв Готті через її вокальні навички та підписав її на лейбл Murder Inc. Records. Він попросив її написати хуки для його реп-виконавців і виступити з ними в дуетах. Ашанті погодилася, і згодом вперше була представлена як бек-вокалістка у пісні репера Big Pun «How We Roll». У тому ж році Ашанті була представлена на синглах свого товариша по лейблу Cadillac Tah «Pov City Anthem» і «Just Like a Thug». Вона також з'явилася в саундтреку Форсажу 2001 року як виконавиця в хіп-хоп ремейку Віти 2001 року «Justify My Love» Мадонни та в сольному треку «When a Man Does Wrong». Вона взяла участь в пісні Fat Joe «What's Luv?» та «Always On Time» Джа Рула. «What's Luv?» і «Always On Time» вийшли одночасно і стали двома найбільшими хітами 2002 року. Ашанті стала першою жінкою, яка одночасно зайняла дві перші позиції в американському чарті Billboard Hot 100, коли «Always On Time» і «What's Luv?» опинилися під номерами один і два відповідно. 
Після успіху співпраці з Ja Rule і Fat Joe Ашанті випустила свій дебютний альбом Ashanti, який дебютував на першому місці в чарті альбомів Billboard 200 у США. Альбом отримав потрійну платинову сертифікацію в США і продано 6 мільйонів копій в усьому світі. Сингли «Happy» та «Baby» не мали такого успіху, як дебютний сингл Ашанті «Foolish», але увійшли в першу десятку та двадцятку в США відповідно. Дебютний альбом Ашанті приніс їй багато нагород, у тому числі 8 премій Billboard Music Awards, дві American Music Awards та премію Ґреммі в 2003 році за найкращий сучасний R&B альбом. Ашанті була першим виконавцем, який переміг у найкращому сучасному R&B альбомі до останнього присудження категорії в 2011 році. Вона була номінована як найкращий новий виконавець, а «Foolish» — у категорії «Краще жіноче вокальне виконання в стилі R&B». У тому ж році вона також здобула премію Comet Award і дві премії Soul Train Music Awards. 
Згодом Ашанті випустила ще низку успішних альбомів та синглів.

## Особисте життя
Ашанті познайомився з репером Неллі на пресконференції на церемонії вручення премії «Ґреммі» 1 січня 2003 року, і вони почали зустрічатися 17 лютого. Ашанті та Неллі припинили свої 11-річні стосунки 6 березня 2014 року.

## Дискографія
Студійні альбоми
- Ashanti (2002)
- Chapter II (2003)
- Ashanti's Christmas (2003)
- Concrete Rose (2004)
- The Declaration (2008)
- Braveheart (2014)

## Фільмографія
- Сабріна - юна відьма (2002)
- Наречена та забобони (2004)
- Шоу Маппетів: Чарівник з країни Оз (2005)
- Тренер Картер (2005)
- Здохни, Джон Такер! (2006)
- Оселя зла: Вимирання (2007)
- Світ мутантів (2015)